# Église Saint-Martin de Chevreuse
Pour les articles homonymes, voir Église Saint-Martin.
L'église Saint-Martin est une église catholique située à Chevreuse, en France.

## Localisation
L'église est située dans le département français des Yvelines, dans la commune de Chevreuse.

## Description

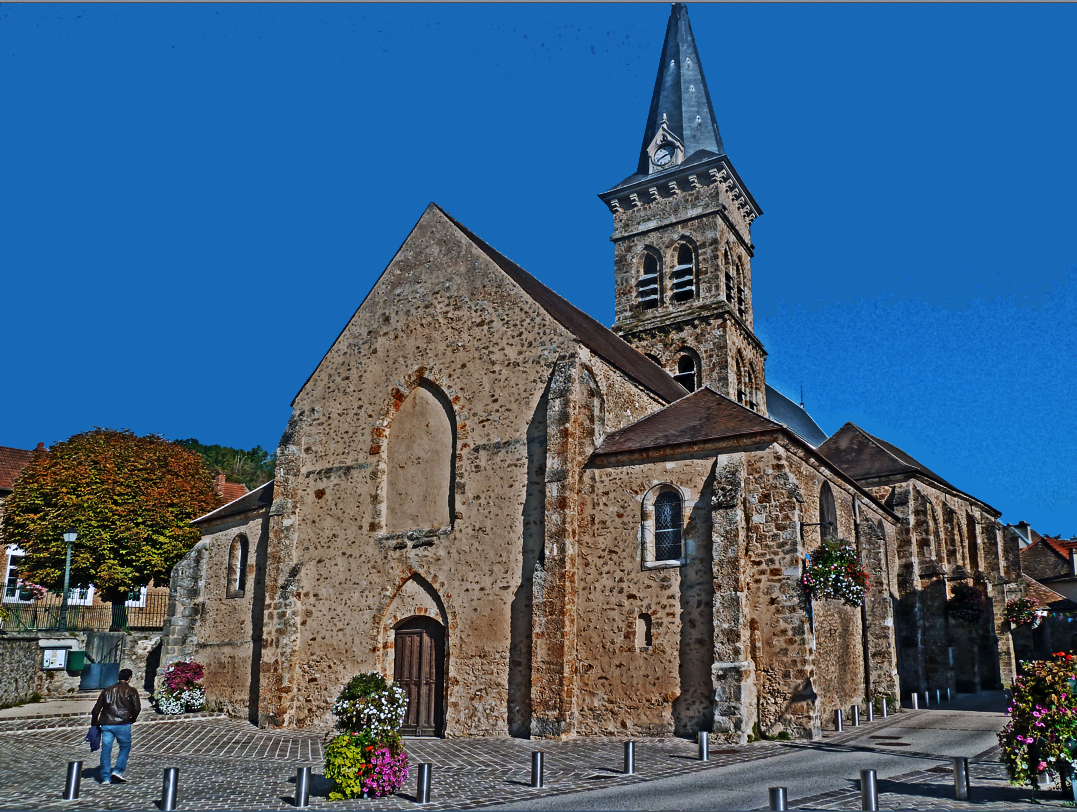
Église Saint-Martin de Chevreuse

C'est un bâtiment construit en en grès et meulière de la région. La porte principale, à l'ouest, vient probablement de l’abbaye de Port-Royal des Champs.
La partie centrale, de style roman, datant des XIe siècle et XIe siècle fut agrandie au XIIe siècle d’un clocher et de bas-côtés gothiques.
Les orgues actuelles, datant de 1732, ont été réalisées par Louis-Charles Clicquot.
Le chemin de croix est l'œuvre de Guy-Rachel Grataloup.

## Historique

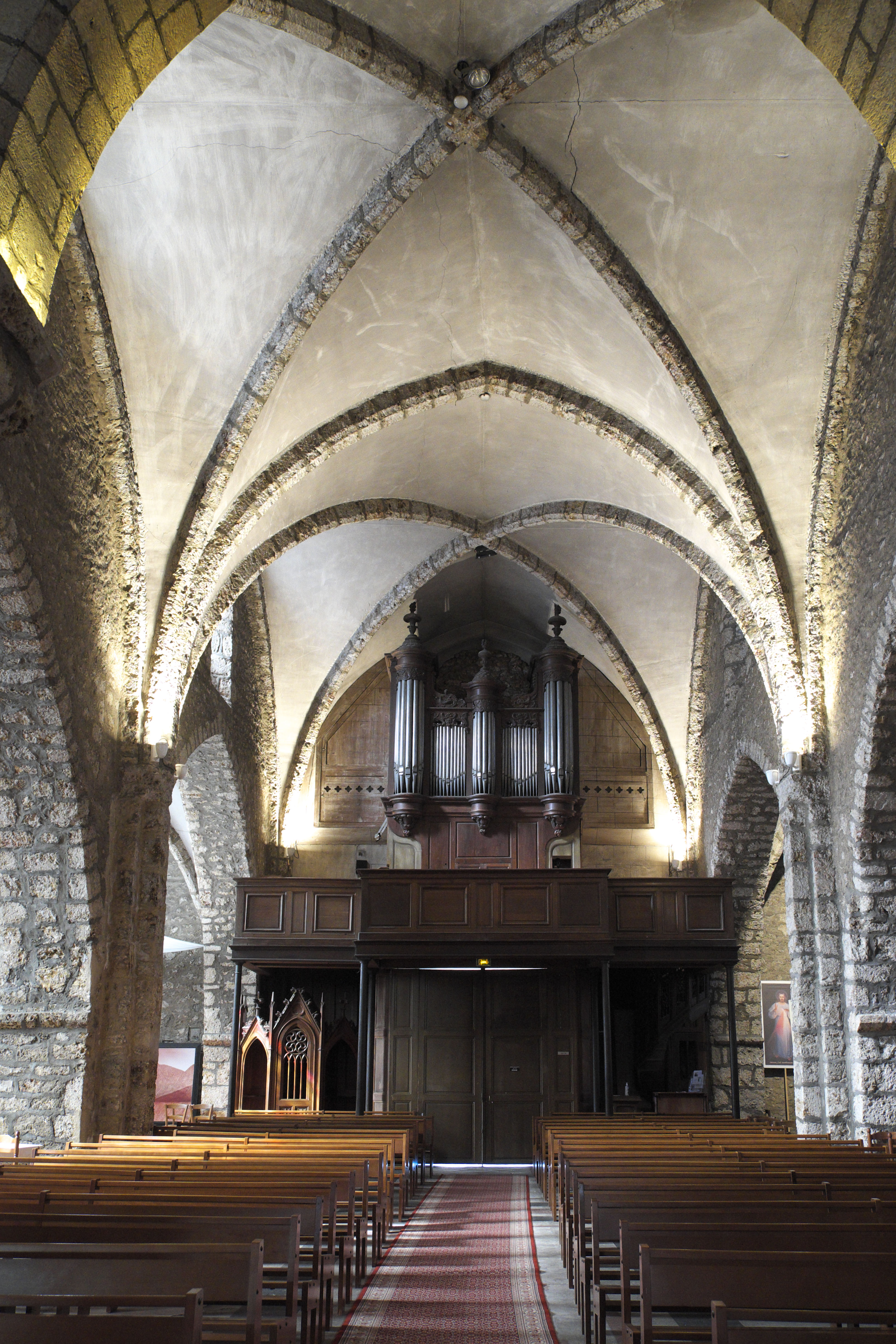
La nef.

Le dernier remaniement datant du début des années 1950.